# Općinska B nogometna liga Ludbreg 1985./86.
"Općinska B nogometna liga Ludbreg" za sezonu 1985./86. je bila drugi stupanj općinske lige ONS Ludbreg, te liga sedmog stupnja nogometnog prvenstva Jugoslavije. 
 
Sudjelovalo je 11 klubova, a prvak je bio "Poljoprivednik" iz Kapele Podravske.  

## Ljestvica
| mj. | klub                            | ut. | pob. | ner. | por. | gol+ | gol- | bod     |
| --- | ------------------------------- | --- | ---- | ---- | ---- | ---- | ---- | ------- |
| 1.  | Poljoprivednik Kapela Podravska | 20  | 13   | 3    | 4    | 67   | 30   | 29      |
| 2.  | Proleter Mali Bukovec           | 30  | 14   | 0    | 6    | 84   | 54   | 28      |
| 3.  | Radnički Hrženica               | 20  | 12   | 3    | 5    | 84   | 55   | 27      |
| 4.  | Bednja Slanje                   | 20  | 13   | 0    | 7    | 85   | 62   | 26      |
| 5.  | Razvitak Čičkovina              | 20  | 10   | 2    | 8    | 53   | 39   | 22      |
| 6.  | Partizan Veliki Bukovec         | 20  | 6    | 6    | 8    | 50   | 67   | 17 (-1) |
| 7.  | Komarnica (Komarnica Ludbreška) | 20  | 7    | 3    | 10   | 37   | 58   | 17      |
| 8.  | Sloboda Županec                 | 20  | 6    | 5    | 9    | 37   | 66   | 17      |
| 9.  | Partizan Poljanec               | 20  | 6    | 4    | 10   | 39   | 43   | 16      |
| 10. | Croatia Dubovica                | 20  | 4    | 5    | 11   | 57   | 68   | 13      |
| 11. | Kalnik Čukovec                  | 20  | 3    | 1    | 16   | 37   | 94   | 7       |

## Rezultatska križaljka
| kratica | klub                            | BED | CRO | KAL | KOM | PARP | PARVB | POLJ | PRO | RAD | RAZ | SLO |
| --- | ------------------------------- | --- | --- | --- | --- | ---- | ----- | ---- | --- | --- | --- | --- |
| BED | Bednja Slanje                   |     |     |     |     |      |       |      |     |     |     |     |
| CRO | Croatia Dubovica                |     |     |     |     |      |       |      |     |     |     |     |
| KAL | Kalnik Čukovec                  |     |     |     |     |      |       |      |     |     |     |     |
| KOM | Komarnica (Komarnica Ludbreška) |     |     |     |     |      |       |      |     |     |     |     |
| PARP | Partizan Poljanec               |     |     |     |     |      |       |      |     |     |     |     |
| PARVB | Partizan Veliki Bukovec         |     |     |     |     |      |       |      |     |     |     |     |
| POLJ | Poljoprivednik Kapela Podravska |     |     |     |     |      |       |      |     |     |     |     |
| PRO | Proleter Mali Bukovec           |     |     |     |     |      |       |      |     |     |     |     |
| RAD | Radnički Hrženica               |     |     |     |     |      |       |      |     |     |     |     |
| RAZ | Razvitak Čičkovina              |     |     |     |     |      |       |      |     |     |     |     |
| SLO | Sloboda Županec                 |     |     |     |     |      |       |      |     |     |     |     |
| |                                 |     |     |     |     |      |       |      |     |     |     |     |
| podebljan rezultat - utakmice od 1. do 11. kola (1. utakmica između klubova) rezultat normalne debljine - utakmice od 12. do 22. kola (2. utakmica između klubova) rezultat nakošen - nije vidljiv redoslijed odigravanja međusobnih utakmica iz dostupnih izvora rezultat smanjen * - iz dostupnih izvora nije uočljiv domaćin susreta prekrižen rezultat - poništena ili brisana utakmica p - utakmica prekinuta 3:0 p.f. / 0:3 p.f. - rezultat 3:0 bez borbe |                                 |     |     |     |     |      |       |      |     |     |     |     |

 Izvori: